# Chelis maculosa
Chelis maculosa is een vlinder uit de familie van de spinneruilen (Erebidae), onderfamilie beervlinders (Arctiinae). De wetenschappelijke naam van de 
soort is voor het eerst geldig gepubliceerd in 1780 door Gerning.
Deze nachtvlinder komt voor in Europa.